# Cal Santantoni
Cal Santantoni és una casa de Solsona protegida com a Bé Cultural d'Interès Local.

## Descripció
Edifici anterior al 1565 de tres façanes, amb planta baixa i dos pisos al carrer Castell i un tercer a la plaça de Sant Joan. La façana té les cantonades de pedra tallada amb obertures rectangulars i barres de ferro forjat als baixos. Als pisos de la façana principal s'hi alternen balcons i finestres.
És la casa natal del pintor Francesc Ribalta i cal destacar-ne la pedra sobre la porta del carrer de la Regata, amb un sortidor acompanyat d'un motiu àrab.
Està situat en un dels carrers més comercials del nucli antic i un encreuament d'edificis singulars.

## Història
L'any 1565 va néixer a aquesta casa Francesc Ribalta, pintor destacat del barroc espanyol.